# Globularia formosa
Espèce
Globularia formosa est une espèce fossile de Mollusques gastéropodes marins du Jurassique moyen (Bajocien et Bathonien).

## Historique
Globularia formosa est une espèce décrite en 1851 par les paléontologues britanniques John Morris (1810-1886) et John Lycett (1804-1882).

### Fossiles
Selon Paleobiology Database en 2025, cette espèce a douze collections référencées de fossiles. Ces collections sont du Bajocien au Callovien supérieur du Jurassique moyen, c'est-à-dire datent de 170,3 à 161,2 Ma avant notre ère.

### Répartition
Ces collections proviennent de  trois pays, une collection de Roumanie, quatre d'Arabie saoudite et sept de Tunisie.